# Johannes Thomes
Johannes Thomes (* 6. Februar 1896 in Wahn auf dem Hümmling, heute Emsland; † 4. November 1955 in Osnabrück) war ein römisch-katholischer Priester und als Erforscher von Hausinschriften Mitglied einer bedeutenden Gruppe von Inschriftenforschern um den Freiburger Kirchenhistoriker Johannes Vincke.

## Stationen seines Wirkens als Seelsorger
Nach dem Besuch des Gymnasiums in Meppen begann Thomes im Jahr 1914 sein Theologiestudium in Münster, das er kriegsbedingt allerdings 1917/18 unterbrechen musste. Nach Beendigung des Studiums besuchte er das Priesterseminar Osnabrück, wo er am 19. Februar 1921 zum Priester geweiht wurde. Von 1921 bis 1926 war er Kaplan in Eutin, das folgende Jahr Missionspfarrer in Ratzeburg. Die folgenden zehn Jahre (1927–1937) wirkte er als Kaplan in Gesmold, von 1937 bis 1942 als Pfarrer in Voxtrup. Von 1942 an war er in Emden, wo er bald nach der Zerstörung der örtlichen Kirche eine Kellerkirche einrichtete: ohne Kirche sei das Grauen und Leid durch die Zerstörungen des Krieges nicht auszuhalten gewesen. Von 1952 an war er als Wallfahrtsseelsorger in Rulle bis zu seinem Tod im Jahre 1955 tätig.
Schon zu Beginn seines seelsorgerlichen Wirkens wurde Johannes Thomes in der Seelsorge in Gebieten mit evangelischer Mehrheitsbevölkerung eingesetzt, was auf eine gefestigte Persönlichkeit des jungen Priesters schließen lässt, der sich durch die schwierige Lage vor Ort nicht entmutigen ließ, sondern bestrebt war, mutig „ein neues katholisches Reis“ zu pflanzen – und sei es in der immer auch theologisch-seelsorgerlich grundierten Auseinandersetzung mit der (Bau-)Geschichte wichtiger kirchlicher Bauwerke.
Seine feste Verwurzelung im römischen Katholizismus machte bereits Mitte der 1930er Jahre die Gestapo auf den jungen Vikar aufmerksam, der sich dadurch jedoch nicht abschrecken ließ und auch in seinen Schriften immer wieder geschickt die Herrschaft und das Selbstverständnis des Nationalsozialismus zu kritisieren verstand.
So auch, als in Emden, wo er seit 1942 die Pfarrstelle in St. Michael versah. Die Bedeutung, die der christliche Glaube für ihn dabei hatte, reflektiert seine Charakterisierung der Situation nach der völligen Zerstörung der Emder Innenstadt, aller Kirchen der Stadt, des Schwesternhauses, der Kaplanei und des Schulhauses:
„Wir waren ohne Kirche. Grauenhaft war die Zerstörung. Unbeschreiblich groß war das Leid in uns. Ohne Kirche konnten wir es nicht tragen.“
Ziemlich rasch begann man daher, den Geschäftskeller einer ortsansässigen Weinhandlung als Kellerkirche herzurichten, ab Februar 1946 wurde dann eine Baracke zu einer Behelfskirche umfunktioniert. Doch sein eigentliches Ziel galt dem Wiederaufbau der zerstörten St. Michaelskirche, für die er warb und Kollekten durchführte – z. B. auch, indem er darum bat, Dachziegel für die am 16. Dezember 1950 vom Osnabrücker Erzbischof Wilhelm Berning eingeweihte St. Michaelskirche zu 'spenden'. Da katholische Schulen für Thomes ein wichtiges Mittel der religiösen (mit Blick auf die NS-Erfahrungen sicher auch staatskritisch gemeinten) Erziehung darstellten, machte er sich für eine rasche Wiedereinführung der katholischen Bekenntnisschule in Emden stark – ein schwieriges Unterfangen, auch wenn er die Elternschaft klar hinter sich wusste. In freiwilliger Gemeinschaftsarbeit von erheblichem Umfang mussten Mauersteine aus den Trümmern besorgt werden, um die Sakristei der abgebrannten Michaelskirche und zwei weitere teilzerstörte Gebäudeteile zu Klassenräumen umzugestalten. Ab Februar 1948 besuchten 140 Schüler diese Emder Bekenntnisschule, die aufgrund der baulichen Substanz nur Provisorium sein konnte – erneut war ein erhebliches Engagement (auch seitens der Elternschaft) nötig, um den Umbau eines alten Lagerhauses ins Werk zu setzen, in welchem ab dem 1. Juni 1953 die neue siebenklassige Schule unterkam, es ist die heutige Musikschule.
Immer wieder setzte sich Johannes Thomes auch in Vorträgen oder kleineren Publikationen mit den durch die NS-Herrschaft und den Zweiten Weltkrieg ausgelösten gesellschaftlichen Umbrüchen aus dezidiert christlicher Sicht auseinander, die er als Ausdruck einer Krise des Religiösen begriff.
Militärgouverneur Major Newroth berief ihn am 7. Dezember 1945 in „Ernannte Stadtvertretung“ Emdens.

## Hausinschriftenforschung
Nach annähernd zwanzigjähriger Sammlung, Auswertung und Kategorisierung von Hausinschriften begann Johannes Thomes in enger Abstimmung mit dem ‚spiritus rector‘ des Vincke-Hausinschriften-Kreises Manuskripte für eine geplante Dissertation über die „kirchengeschichtlichen Aussagen der Hausinschriften des Osnabrücker Landes“ auszuarbeiten – einer ersten akribisch vorbereiteten Aus- und Bewertung von Haussprüchen und -inschriften, welcher gründliche Feldstudien vorausgegangen waren. Grundlegend war dabei die systematische Auswertung einer vergleichsweise großen Zahl von Inschriften nach wissenschaftlich relevanten Analysekriterien.